# Michele Criscitiello
Michele Criscitiello (Avellino, 30 settembre 1983) è un giornalista e conduttore televisivo italiano.

## Carriera

### Giornalismo
Attivo nel campo del giornalismo sportivo, inizia la propria carriera a cavallo degli anni 1990 e 2000 occupandosi di pallacanestro e calcio nelle TV locali campane Telenostra e Primativvù. Poco più che maggiorenne, si fa notare per alcuni pezzi contro il presidente dell'Avellino, Pasquale Casillo, il quale, adirato, gli vieta l'ingresso allo stadio. Entra in seguito nella redazione del canale tematico nazionale Sportitalia, dove segue NHL, NFL, rugby e basket prima di tornare nuovamente al calcio. Diviene quindi conduttore dello spazio all-news Si Live 24 e dei programmi Solo Calcio e, assieme al collega Alfredo Pedullà, Speciale Calciomercato. Nel frattempo, nel 2006 diventa giornalista professionista, iscritto all'Ordine della Lombardia.
All'età di venticinque anni viene posto a capo della redazione calcistica di Sportitalia. Con il fallimento della stessa sul finire del 2013, il giornalista partecipa al neonato progetto editoriale di Sport Uno, dove conduce la trasmissione Football Clan. Il nuovo canale ha tuttavia vita breve, cessando di esistere già nel febbraio 2014. Pochi mesi dopo, proprio Criscitiello è tra i fautori del ritorno in onda di Sportitalia, dove assume il ruolo di direttore di rete e torna a condurre Speciale Calciomercato.
Il suo operato da giornalista è sovente incentrato, in televisione come in rete, sul calciomercato. Criscitiello ha trasformato questo argomento in un popolare format giornalistico che, tuttavia, incontra vari pareri negativi da parte della critica nonché dagli stessi addetti ai lavori, finendo per questo anche al centro di polemiche, come avvenuto con Antonino Pulvirenti, Gianfelice Facchetti e Gabriele Oriali.
Al di fuori dell'attività televisiva è stato direttore del sito Tuttomercatoweb.com e fondatore della società Micri Communication, attraverso la quale è stato responsabile, tra l'altro, della comunicazione di alcuni club calcistici.

### Altre attività
Dal 2016 al 2021, insieme alla moglie Paola De Salvo, ha detenuto pariteticamente, con Tarak Ben Ammar, Italia Sport Communication, società che gestisce Sportitalia; nel gennaio 2021 ha acquistato da Ben Ammar anche le quote restanti, ottenendo brevemente la totalità del controllo dell'emittente, prima di cedere a sua volta, nel marzo seguente, il 50% di Sportitalia a GM Comunicazione per poi il 30 maggio 2022 riacquisirne nuovamente la totalità. Nel 2023 il gruppo spagnolo Cirsa ha acquisito la maggioranza delle quote della Micri Communication: Sportitalia non rientra nell'operazione, rimanendo al 100% di proprietà di Criscitiello.
Nel dicembre 2023 ha inaugurato lo Sportitalia Village, un centro sportivo di oltre 45 000 metri quadrati situato nel comune di Verano Brianza; il progetto prevede la futura integrazione degli studi televisivi di Sportitalia.
Come dirigente sportivo dal 2016 al 2022, e nuovamente dal 2023 ricopre la carica di presidente del club dilettantistico della Folgore Caratese.

## Vita privata
È sposato con Paola, sorella del dirigente calcistico Massimo De Salvo; la coppia ha due figli.